# Rudolf Schaumann

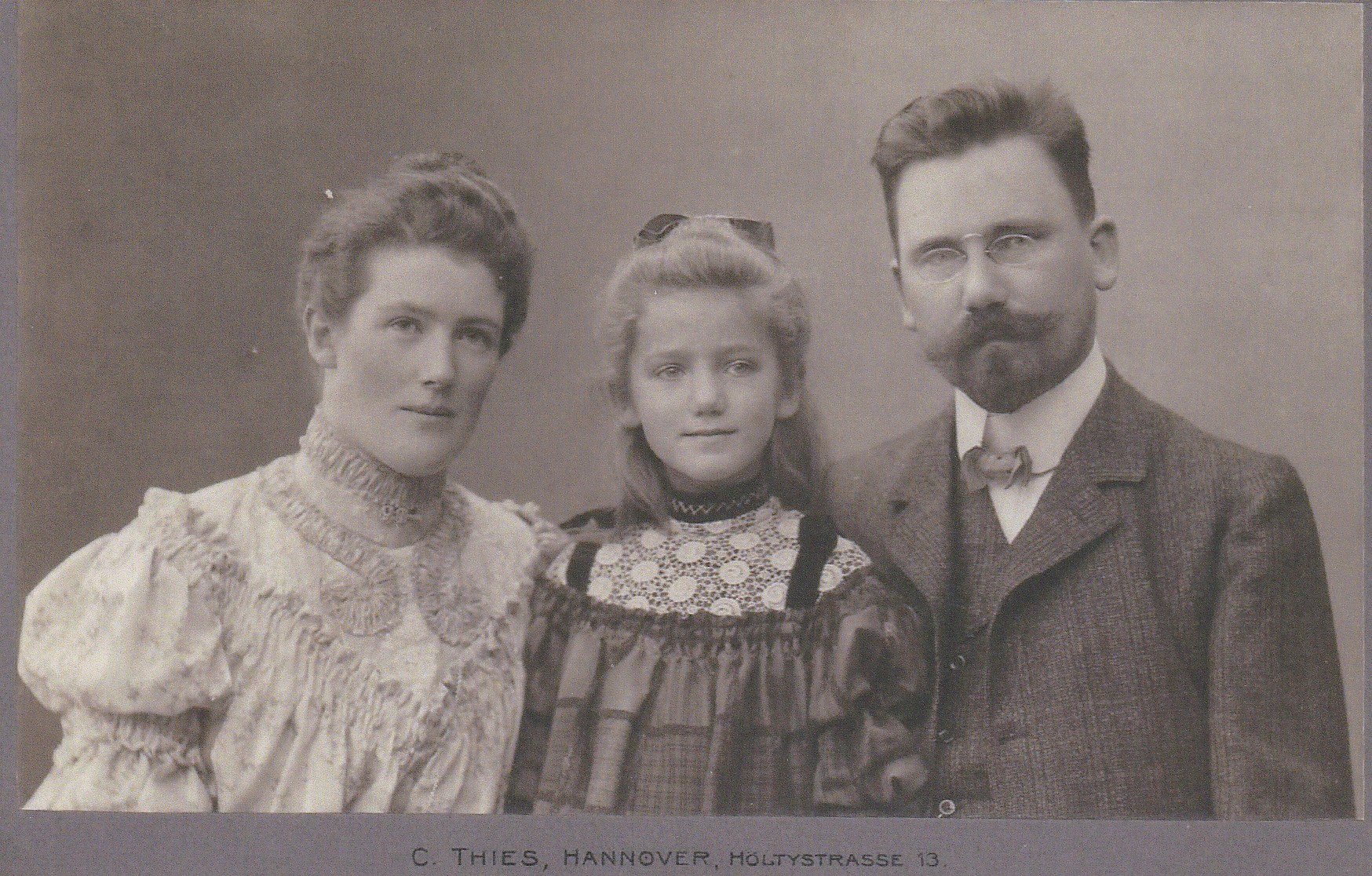
Rudolf Schaumann mit seiner Ehefrau Anna Gebhardine von Berckefeldt (links) und Tochter Amalie Frieda Margarethe Schaumann, um 1906;
Kabinettfotografie im Atelier von Carl Thies, Höltystraße 13

Johannes August Rudolf Schaumann (geboren 5. Januar 1873 in Hannover; gestorben nach 1938) war ein deutscher Ingenieur und Architekt.

## Leben
Rudolf Schaumann kam in der Gründerzeit als Sohn des Eisenbahnsekretärs Carl Heinrich Wilhelm Theodor Schaumann in Hannover zur Welt. Er studierte von 1891 bis 1897 an der Technischen Hochschule in Hannover, unter anderem als Schüler von Conrad Wilhelm Hase und Karl Mohrmann. Seitdem gehörte er der Hannoverschen Burschenschaft Germania an. Außerdem wurde er 1885 als Mitglied der Bauhütte zum weißen Blatt aufgenommen.
Nach seinem Studium arbeitete Schaumann als Architekt in Hannover, zeitweilig in Arbeitsgemeinschaft mit dem Architekten Julius Fastje.
Nach dem Ersten Weltkrieg hatte Schaumann seinen Wohnsitz in Heikendorf bei Kiel, wo er laut dem Kieler Adressbuch von 1938 im Haus Teichtor 20 verzeichnet war.

## Bauten und Entwürfe (Auswahl)
- ab 1901: Jugendstil-Anbau an der Villa des Holzgroßhändlers Louis Deibel in Bad Sachsa (gemeinsam mit Julius Fastje; später als Rathaus genutzt; unter Denkmalschutz und aufwändig restauriert)[4]
- um 1902: Wohnhaus Kaiser in Hannover, Am Schatzkampe 16 (gemeinsam mit Julius Fastje)[5]
- um 1902: Wohnhaus Müller in Hannover, Jakobistraße 18[5]
- um 1904: Wohnhaus Becker in Hannover, Voßstraße 23[5]
- 1905: Villa Ullmann in Stadtoldendorf (gemeinsam mit Julius Fastje)[6]
- um 1909: Wettbewerbsentwurf für Fassaden in Danzig (gemeinsam mit Julius Fastje)[7]
- 1911: Wettbewerbsentwurf für einen Neubau der Altstädter Brücke in Pforzheim (in Zusammenarbeit mit dem Bauunternehmen Beton- und Eisenbetonbau „Union“ in Hannover; Ankauf)[1]